# Muskegon
Muskegon es una ciudad en el estado de Míchigan (Estados Unidos). Es la sede del condado de Muskegon. Es conocida por su pesca, regatas de vela, navegación de recreo y como puerto comercial y de cruceros. Es un destino de vacaciones popular debido a las extensas playas de agua dulce, la arquitectura histórica y la colección de arte público. Es la ciudad más poblada de la costa occidental de Míchigan. En el censo de 2020 registró 38 318 habitantes. Está en la esquina suroeste del municipio de Muskegon, pero es administrativamente autónoma.
Muskegon preside su propia Área Estadística Metropolitana, que es coextensiva con el condado de Muskegon, con 173 566 habitantes en 2019. También es parte del Área estadística combinada de Grand Rapids-Kentwood-Muskegon, con una población de 1 433 288 habitantes.

## Historia

### Primeros habitantes
La ocupación humana del área de Muskegon se remonta siete u ocho mil años a los cazadores nómadas paleoindios que ocuparon el área luego del retroceso de la Glaciación Würm. Los paleoindios fueron reemplazados por varias etapas del desarrollo de los indios de los bosques, la más notable de las cuales fue la tradición tipo hopewelliana, que ocupó esta área, quizás hace dos mil años.
Durante los tiempos históricos, el área de Muskegon estuvo habitada por varias bandas de las tribus indias odawa (ottawa) y pottawatomi, pero en 1830 Muskegon era únicamente una aldea de Ottawa. Quizás el mejor recordado de los habitantes indios de la zona fue el jefe indio ottawa, Pendalouan. Un participante líder en el francés aniquilación, inspirada de los fox de Illinois en la década de 1730, Pendalouan, y su gente vivían en las proximidades Muskegon durante los años 1730 y 1740 hasta que los franceses los indujo a mover su asentamiento en el área de la bahía Traverse en 1742.
El nombre "Muskegon" se deriva del término ottawa masquigon, que significa "río pantanoso o pantano".

### Llegada europea
El río "Masquigon" (río Muskegon) se identificó en mapas franceses que datan de finales del siglo XVII, lo que sugiere que los exploradores franceses habían llegado a la costa occidental de Míchigan en ese momento. El padre Jacques Marquette viajó hacia el norte a través del área en su fatídico viaje a Saint Ignace en 1675 y un grupo de soldados franceses al mando del lugarteniente de La Salle, Henri de Tonti, pasó por el área en 1679.
El primer residente euroamericano conocido del condado fue Edward Fitzgerald, un comerciante y trampero de pieles que llegó al área de Muskegon en 1748 y murió allí, al parecer enterrado en las cercanías de White Lake. En algún momento entre 1790 y 1800, un comerciante franco-canadiense llamado Joseph La Framboise estableció un puesto de comercio de pieles en la desembocadura del lago Duck. Entre 1810 y 1820, varios comerciantes de pieles canadienses franceses, incluidos Lamar Andie, Jean Baptiste Recollect y Pierre Constant, habían establecido puestos de comercio de pieles alrededor del lago Muskegon.
El asentamiento euroamericano de Muskegon comenzó en serio en 1837, que coincidió con el comienzo de la explotación de los extensos recursos madereros de la zona. El inicio de la industria maderera en 1837 inauguró lo que algunos consideran la época más romántica de la historia de la región. La tala de árboles a mediados del siglo XIX trajo muchos colonos, especialmente los de Alemania, Irlanda y Canadá.

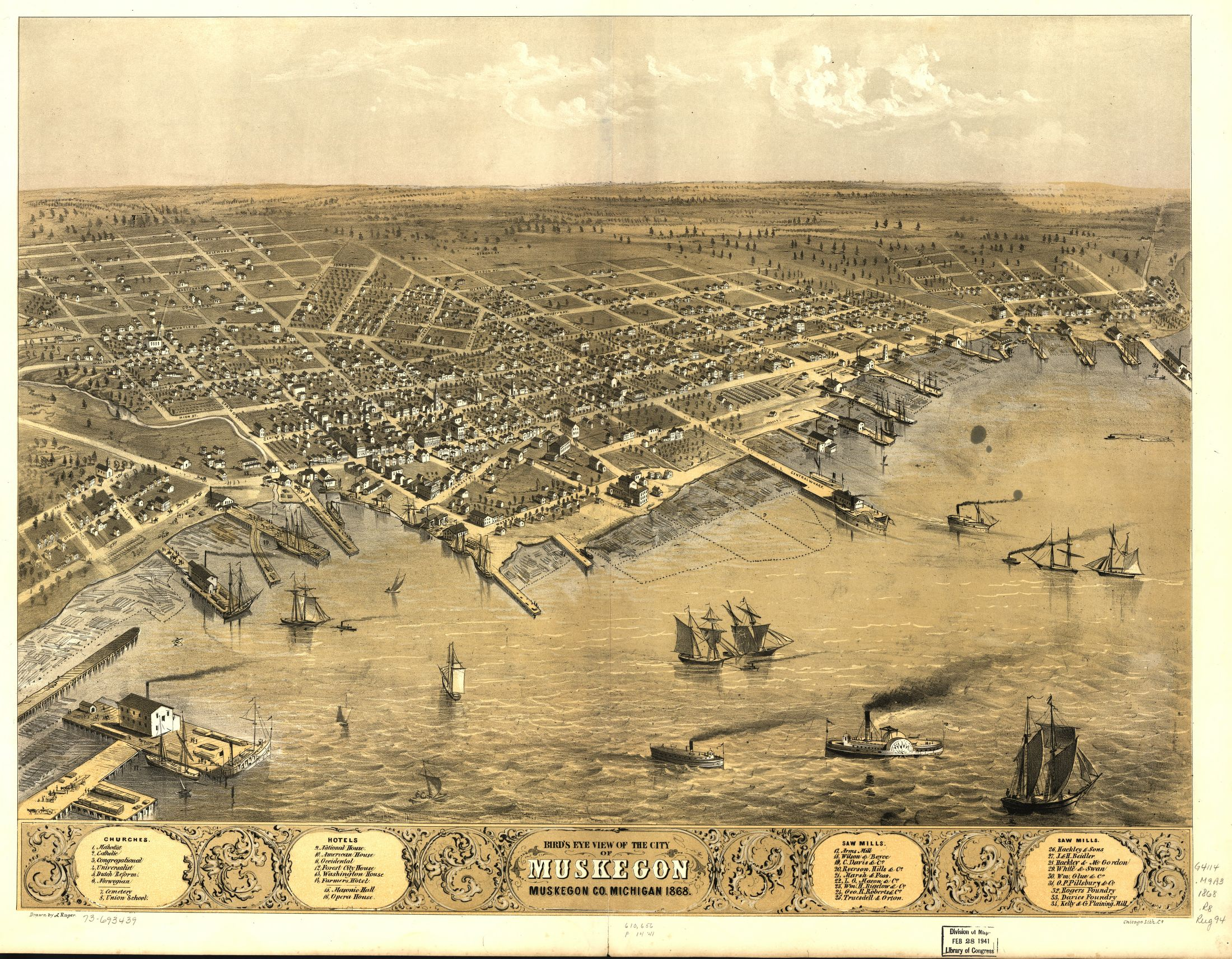
Mapa de Muskegon en 1868

A finales de la década de 1860, Muskegon contaba con una población de 6000 personas. Con 32 aserraderos en 1870, la ciudad se ganó el sobrenombre de "Reina de la madera del mundo".
Algunos barrios de Muskegon comenzaron como pueblos separados. Bluffton fue fundada como una aldea maderera en 1862 en Laketon Township. Tuvo su propia oficina de correos desde 1868 hasta 1892. Muskegon lo anexó en 1889.
La explotación forestal alcanzó su punto máximo en 1887. La mayor parte de esa madera se cargó en barcos (hasta 30 por día) y se envió a Chicago y otros mercados del Medio Oeste.
La explotación maderera creó una clase adinerada de empresarios. Pero según desaparecieron los bosques, estos "barones madereros" a menudo tomaban sus operaciones y sus riquezas y se marchaban. La incertidumbre económica se extendió por la región cuando cerraron las fábricas.

### SigloXX
A principios del siglo XX, el condado alcanzó los 37 000 habitantes y cerró el último aserradero. Durante las primeras décadas del siglo, Muskegon luchó por hacer la transición de la "Reina Mundial de la Madera" a una comunidad de base industrial.
Con ese fin, se organizó un exitoso programa de desarrollo económico para convertir a Muskegon en un centro industrial diversificado, que atrajo a empresas como Shaw-Walker, Brunswick, Campbell, Continental Motors y Central Paper Mill.

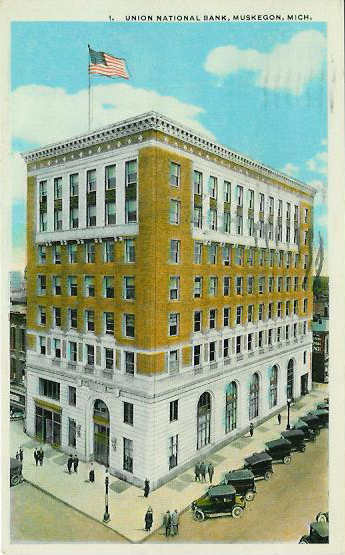
El Hackley Union Bank Building, situado en la esquina de la calle Primera con la avenida Western

En 1918 se inauguró en la esquina de la calle Primera con la avenida Western el primer rascacielos de la ciudad, el Hackley Union Bank Building. Este tiene ocho pisos, mide 34 m de altura, y en ese entonces era de estilo Beaux Arts.
La Gran Depresión golpeó fuertemente a Muskegon, que quedó e los años 1930 sumida en el estancamiento económico. Cuando los rumores de guerra se extendieron en 1940 y 1941, las fábricas civiles en Muskegon, como Continental Motors, ya se estaban preparando para el inevitable cambio a la producción bélica destinada a la Segunda Guerra Mundial. La fuerza laboral de esa empresa se multilpicó al pasar de mil empleados antes de la guerra a 9000 en 1944.
Las décadas de 1950 y 1960 fueron testigos de un regreso al estancamiento económico. Las fábricas recortaron la producción y despidieron empleados en cantidades sin precedentes. Muchas empresas de la zona cerraron sus puertas de forma permanente. 
Desde la década de 1970, la comunidad industrial ha buscado diversificarse.

## Geografía

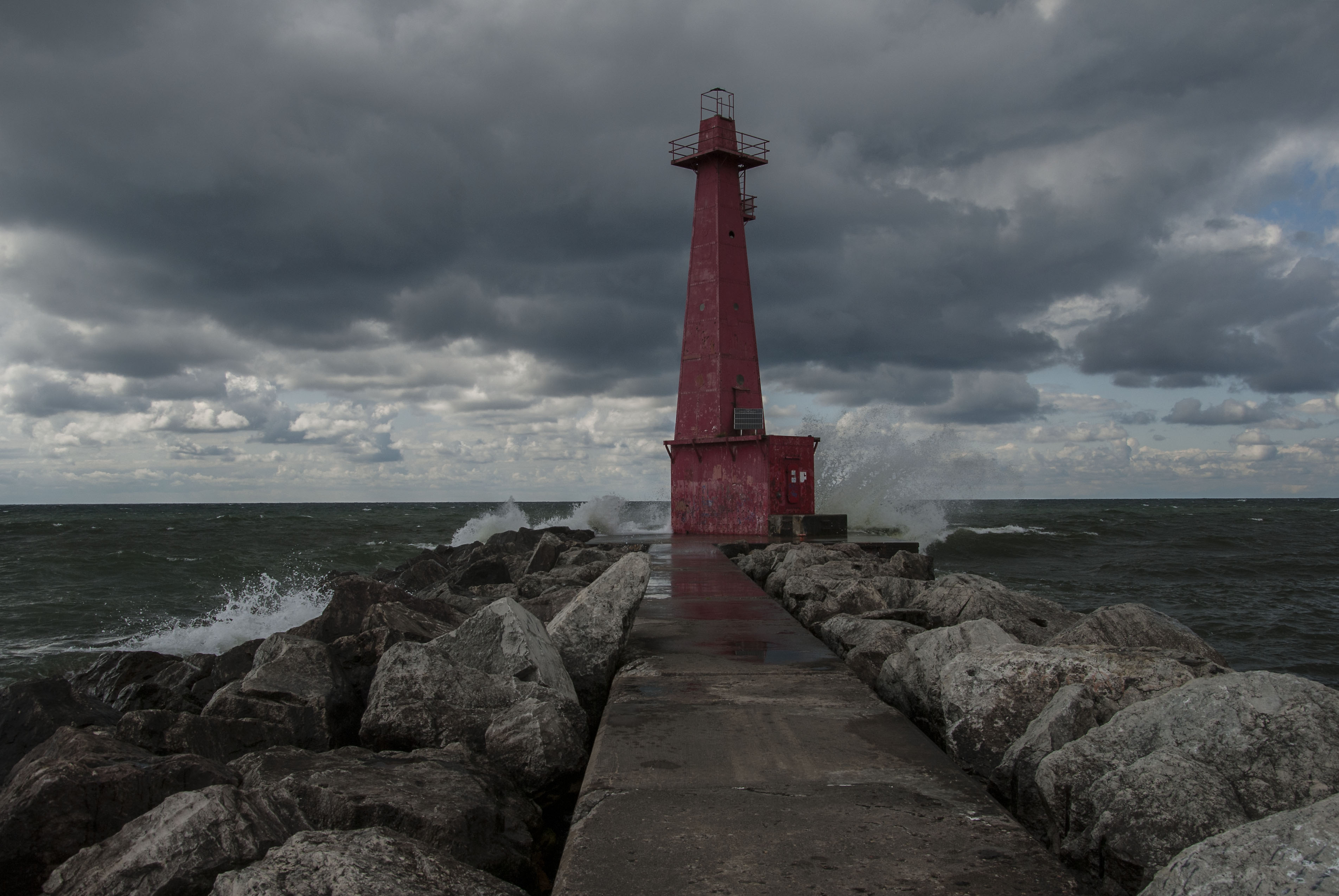
Faro en la entrada del lago Muskegon

Muskegon se encuentra ubicada en las coordenadas 43°13′42″N 86°15′20″O / 43.22833, -86.25556. Según la Oficina del Censo de los Estados Unidos, Muskegon tiene una superficie total de 46.94 km², de la cual 36.81 km² corresponden a tierra firme y (21.58 %) 10.13 km² es agua.

## Demografía
Según el censo de 2010, había 38401 personas residiendo en Muskegon. La densidad de población era de 818,16 hab./km². De los 38401 habitantes, Muskegon estaba compuesto por el 57.05 % blancos, el 34.48 % eran afroamericanos, el 0.94 % eran amerindios, el 0.39 % eran asiáticos, el 0.01 % eran isleños del Pacífico, el 2.61 % eran de otras razas y el 4.52 % pertenecían a dos o más razas. Del total de la población el 8.22 % eran hispanos o latinos de cualquier raza.